# Keith Lee
Keith Lee (Wichita Falls, 8 de novembro de 1984) é um lutador de wrestling profissional americano que atualmente trabalha para a All Elite Wrestling. Em 2022, se casou com a também lutadora de wrestling profissional Mia Yim.
Ele é conhecido por seu trabalho na WWE entre 2018 e 2021, primeiro pela marca NXT e posteriormente pela marca RAW, onde atuou sob o nome de Bearcat Lee entre julho e novembro de 2021. Também é conhecido pelo seu período no Ring of Honor (ROH), bem como no circuito independente, onde competiu em promoções como Evolve, All American Wrestling (AAW) e Pro Wrestling Guerrilla (PWG). Ele venceu uma vez o PWG World Championship, uma vez o NXT Championship e uma vez o NXT North American Championship.
Ele assinou com a WWE em maio 2018 e foi designado para a marca NXT, onde ele venceu o NXT Championship e o NXT North American Championship. Ele é o primeiro homem na história da WWE a deter os dois títulos simultaneamente. Ele foi promovido ao plantel principal da WWE em agosto de 2020 e demitido em novembro de 2021. Fez sua estreia no AEW Dynamite em fevereiro de 2022.

## Carreira no wrestling profissional

### Ring of Honor (2015–2017)
Durante 2015, Lee começou a fazer aparições na Ring of Honor com Shane Taylor, chamando a si mesmos de "Pretty Boy Killers" (PBK).
Em 27 de agosto de 2016, durante o Field of Honor, o PBK participou de uma luta gauntlet de duplas pelo ROH World Tag Team Championship, mas a luta foi vencida pelo The Addiction. No All Star Extravaganza VIII, PBK lutou contra The All Night Express, War Machine e a equipe de Colt Cabana e Dalton Castle em uma luta Four Corner Survival para determinar os desafiantes número ao ROH World Tag Team Championship, mas foram derrotados. Em janeiro de 2017, Taylor anunciou que havia assinado seu primeiro contrato com a Ring of Honor. Em um show de 14 de janeiro em Atlanta, PBK entrou em uma rivalidade com os Briscoe Brothers quando Lee e Taylor os atacaram e jogaram Jay Briscoe em uma mesa. Surpreendentemente, no dia seguinte, Lee anunciou que estava deixando a ROH. No dia 3 de fevereiro de 2017, enfrentaram os Briscoes, onde a luta terminou em no contest. Esta foi a última aparição de Lee na ROH.

### Evolve (2017–2018)
Lee assinou com a Evolve em janeiro de 2017 e fez sua estreia no Evolve 76, perdendo para Chris Hero. Ele fez seu retorno em 24 de fevereiro no Evolve 78, derrotando Zack Saber Jr. Na noite seguinte, no Evolve 79, ele derrotou Tracy Williams. Lee recebeu sua primeira oportunidade de título no Evolve 87 em 25 de junho, quando desafiou Matt Riddle pelo WWN Championship. Em 14 de outubro, no Evolve 94, Lee derrotou Riddle para vencer o WWN Championship. Em 6 de abril de 2018, no Evolve 103, ele perdeu o título para Austin Theory.

### Pro Wrestling Guerrilla (2017–2018)
Lee fez sua estreia na Pro Wrestling Guerrilla (PWG) em 18 de março de 2017, no evento Nice Boys (Don't Play Rock N 'Roll), competindo em uma luta Triple Threat contra Brian Cage e Sami Callihan, vencida por Cage. No evento Game Over, Man, ele perdeu para Jeff Cobb. Em 19 de maio no Head Like A Cole, ele venceu sua primeira luta na PWG, derrotando Trevor Lee. Ele seguiu derrotando Lio Rush e Trent no Pushin Forward Back em 7 de julho. Em setembro, Lee chegou à final da Batalha de Los Angeles de 2017, onde foi derrotado por Ricochet. A luta das quartas de final de Lee contra Donovan Dijak foi premiado com uma classificação de cinco estrelas por Dave Meltzer. No evento Time Is a Flat Circle em 23 de março de 2018, Lee derrotou Chuck Taylor para se tornar o Campeão Mundial da PWG. Em 21 de abril no All Star Weekend 14, Lee perdeu o título para Walter em uma luta three-way, envolvendo também Jonah Rock.

### World Wrestling Entertainment

#### NXT (2018–2020)
Antes de assinar oficialmente com a WWE, Lee recebeu um teste em 2008, embora isso não tenha resultado em sua contratação. Ele apareceu como figurante no episódio de 30 de março de 2009 do Raw, interpretando um segurança.

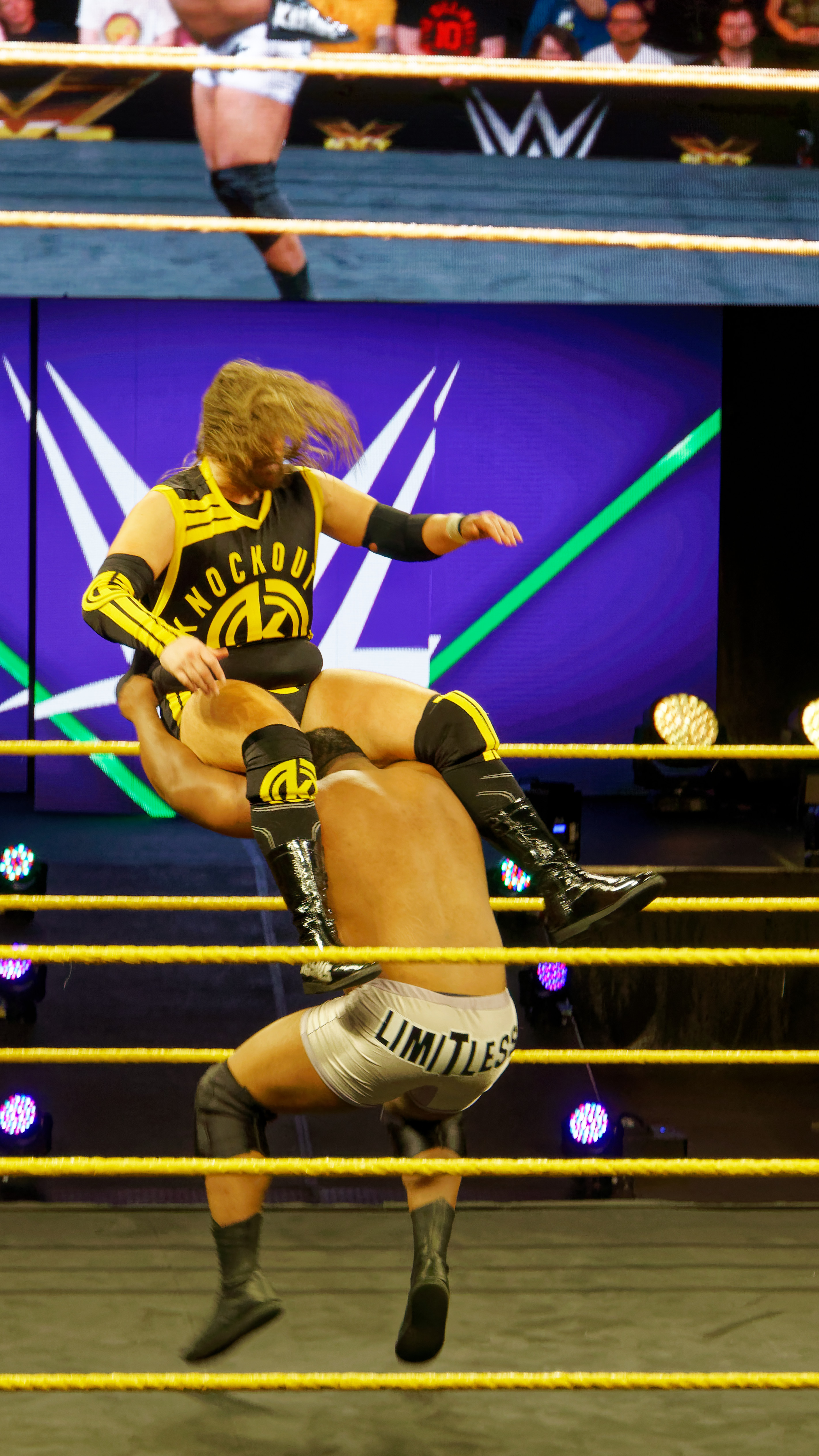
Lee fez sua estreia na WWE em abril de 2018, derrotando Kassius Ohno

Em 5 de abril de 2018, durante o fim de semana da WrestleMania Axxess, Lee fez uma aparição no NXT, derrotando Kassius Ohno. Em 1 de maio, foi anunciado que Lee assinou um contrato com a WWE. Lee compareceu ao NXT TakeOver: Chicago II em 16 de junho. No episódio de 8 de agosto do NXT, Lee fez sua estreia no ringue pela WWE, derrotando Marcel Barthel. Ao longo do resto de 2018, Lee lutou esporadicamente no NXT, derrotando nomes como Luke Menzies, Kona Reeves, mas perdendo para Lars Sullivan. Em 7 de março de 2019, Lee sofreu uma lesão não revelada. A lesão resultou no fim antecipado de sua rivalidade com Dominik Dijakovic, que ele deveria enfrentar nos próximos dois meses. Lee voltou à ação em 18 de abril, em um house show em Lakeland, Flórida. Em 1 de novembro, Lee estava entre os lutadores do NXT que invadiram o episódio do SmackDown naquela noite. No NXT TakeOver: WarGames em 23 de novembro, Lee foi incluído na equipe de Tommaso Ciampa, eles derrotavam The Undisputed Era (Adam Cole, Bobby Fish, Kyle O'Reilly e Roderick Strong) em uma luta WarGames. Na noite seguinte, ele fez parte do Team NXT no pay-per-view Survivor Series, onde enfrentaram o Team SmackDown e o Team Raw em uma luta Survivor Series 5-contra-5-contra-5, que o Team SmackDown venceu. embora ele tenha sido o último competidor do Team NXT a ser eliminado por Roman Reigns do SmackDown.
No episódio de 8 de janeiro de 2020 do NXT, Lee venceu uma luta fatal four-way contra Cameron Grimes, Damian Priest e Dominik Dijakovic para se tornar o candidato número um ao NXT North American Championship, e derrotou Roderick Strong em 22 de janeiro no episódio do NXT para vencer o título. Em 26 de janeiro, Lee participou da luta Royal Rumble no pay-per-view Royal Rumble, mas foi eliminado pelo Campeão da WWE Brock Lesnar. Lee então defendeu com sucesso seu título contra Dominik Dijakovic no NXT TakeOver: Portland e Johnny Gargano no NXT TakeOver: In Your House. Durante a segunda noite do The Great American Bash em 8 de julho, Lee derrotou Adam Cole para vencer o NXT Championship, tornando-se um bicampeão, e a primeira pessoa a conquistar o NXT e o North American Championship simultaneamente. No episódio de 22 de julho do NXT, Lee abdicou voluntariamente do North American Championship, e começou uma rivalidade com Karrion Kross pelo NXT Championship. No NXT TakeOver XXX em 22 de agosto, Lee perdeu o NXT Championship para Kross no que seria sua luta final no NXT.

#### Raw e várias rivalidades (2020-2022)
No SummerSlam, foi anunciado pela WWE que Lee se mudaria para a marca Raw e faria sua estreia no episódio do dia seguinte do Raw. No Raw de 24 de agosto, Lee fez sua estreia no elenco principal. Seu novo traje de ringue e música de entrada foram recebidos por pesadas críticas dos fãs. Mais tarde, ele enfrentou Randy Orton, perdendo por desqualificação graças à interferência do Campeão da WWE Drew McIntyre. Uma revanche entre Lee e Orton foi marcada para o Payback, que Lee venceu.
No Raw de 5 de outubro, Lee começou uma rivalidade com Braun Strowman, enfrentando Strowman em uma luta de exibição que terminou em duplo count-out. Lee permaneceria na marca Raw durante o WWE Draft 2020, e enfrentou Strowman mais uma vez no Raw de 19 de outubro, que Lee perdeu depois que Strowman o acertou com um golpe baixo. Após a luta, Lee atacou Strowman e o acertou com um golpe baixo. Lee então se qualificaria para o Team Raw no Survivor Series após derrotar Elias. No Survivor Series, Lee eliminaria Jey Uso e daria a vitória ao Team Raw. Na noite seguinte no Raw, Lee venceria Bobby Lashley por desqualificação para avançar para uma Triple Threat, onde o vencedor enfrentaria Drew McIntyre pelo WWE Championship no TLC. No Raw de 30 de novembro, Lee não conseguiu vencer depois que Styles fez o pin em Riddle para vencer a luta. No Raw de 4 de janeiro de 2021, Lee enfrentou Drew McIntyre pelo WWE Championship, mas acabou derrotado.
No mês seguinte, Lee foi anunciado para enfrentar Riddle e Bobby Lashley pelo United States Championship no Elimination Chamber, mas acabou retirado do evento graças a uma lesão. Lee depois revelou que sua ausência na verdade foi causada por diagnose positiva de COVID-19 seguido por miocardite. Lee retornou ao Raw em 19 de julho, aceitando o desafio aberto do de Bobby Lashley pelo WWE Championship, mas foi derrotado. Nos meses seguintes, Lee começou a ser apresentado como Keith "Bearcat" Lee ou Bearcat Lee (uma homenagem a Bearcat Wright), mas em 4 de novembro foi liberado de seu contrato com a WWE.

### All Elite Wrestling (2022-presente)
No episódio de 9 de fevereiro de 2022 do AEW Dynamite, Lee estreou de surpresa pela All Elite Wrestling, derrotando Isiah Kassidy para se classificar para a Revolution Ladder match no Revolution.

## Outras mídias
Lee fez sua estreia em videogame como personagem jogável no WWE 2K20.

### Filmografia
| Ano  | Título         | Papel           | Notas |
| ---- | -------------- | --------------- | ----- |
| 2020 | The Main Event | Smooth Operator |       |

## Títulos e prêmios
- Inspire Pro Wrestling

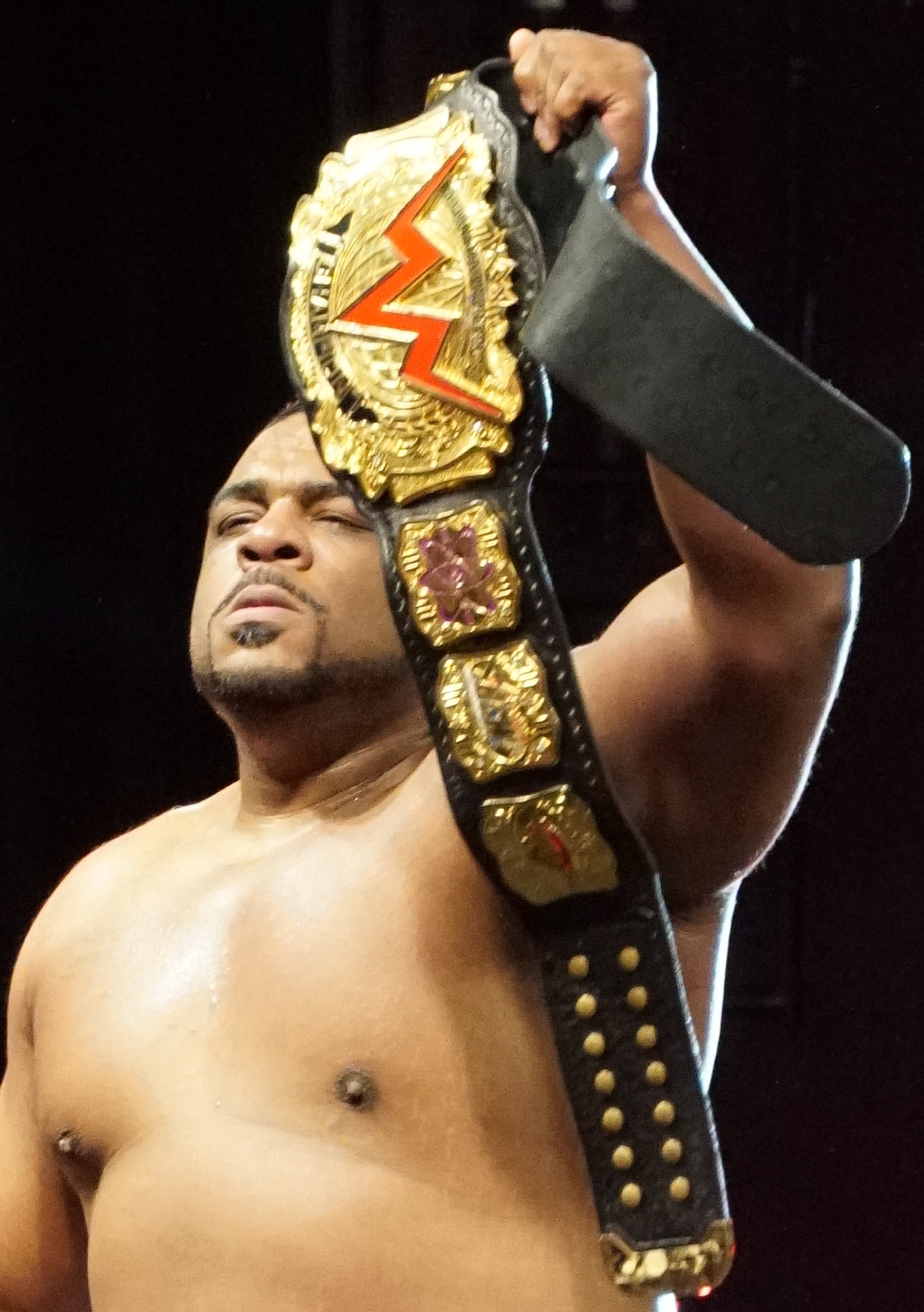
Lee como Campeão da WWN

  - Inspire Pro Pure Prestige Championship (1 vez)[63]
- North American Wrestling Allegiance
  - NAWA Tag Team Championship (1 vez) - com Li Fang[64]
- Pro Wrestling Guerrilla
  - PWG World Championship (1 vez)[65]
- Pro Wrestling Illustrated
  - A PWI colocou-o em 11º entre os 500 melhores lutadores no PWI 500 em 2020[66]
- Sports Illustrated
  - Classificado na 10ª posição entre os 10 melhores lutadores de 2017[67]
- VIP Wrestling
  - VIP Heavyweight Championship (1 vez)[68]
  - VIP Tag Team Championship (1 vez) - com Shane Taylor[69]
- World Wrestling Entertainment
  - NXT Championship (1 vez)[70]
  - NXT North American Championship (1 vez)[71]
  - NXT Year-End Award para estrela do ano (2019)[72]
- WWNLive
  - WWN Championship (1 vez)[73][74]
- Xtreme Championship Wrestling
  - XCW Heavyweight Championship (1 vez)[75]
  - XCW TNT Championship (1 vez)[76]